# Faladsch
Die Afladsch (arabisch أفلاج, DMG aflāǧ; Mehrzahl von Faladsch / فلج / falaǧ; auch Falaj, Faladj; Aflaj, Afladj) bilden ein Bewässerungssystem in Oman und den Vereinigten Arabischen Emiraten, das in den regenarmen Wüstenstaaten eine ganzjährige Wasserversorgung ermöglicht. Dieses System ist einzigartig in den arabischen Staaten. Eine Auswahl von fünf Stätten des Afladsch-Bewässerungssystems gehört seit 2006 zum UNESCO-Weltkulturerbe, die damit verbundenen Traditionen, das Wissen und die Fertigkeiten wurden 2020  in die UNESCO-Liste des immateriellen Kulturerbes der Menschheit aufgenommen.
Das Wasser wird über Kanäle, die oft mehrere Kilometer lang sind, unter Ausnutzung des Gefälles von den Quellen zu den Dörfern und Städten geleitet und dort verteilt. Es wird zur Versorgung der Menschen und für die Landwirtschaft genutzt. Heute sind insgesamt noch etwa 3000–4500 solcher Bewässerungssysteme mit einer Gesamtlänge von weit über 1000 Kilometern in Gebrauch.
Die Omanis unterscheiden drei Formen:
- die Aini-Afladsch, die direkt von den Quellen gespeist werden
- die Ghaili-Afladsch, die ihr Wasser aus einem Wadi erhalten, und es in meist offenen Kanälen zum Bestimmungsort leiten
- die Iddi-Afladsch, die ihren Anfang als Grundwasser in unterirdischen Brunnen nehmen und dieses in bis zu 20 m tiefen Tunneln mit minimalem Gefälle nach kilometerlangen Wegen ans Tageslicht leiten. Beim Bau werden zunächst durch Probebohrungen Wasserläufe festgestellt, dann Schächte gegraben, die später verbunden und bis zum Ackerland geführt werden. Die Länge der unterirdischen Anlagen kann bis zu zehn Kilometer betragen. Dadurch kann die regelmäßige Zufuhr von Frischwasser bei geringen Verdunstungsverlusten gewährleistet werden. – Im Iran werden diese unterirdischen Kanäle als Qanat bezeichnet.

Die bestehenden Afladsch bilden ein Netz kleiner und größerer Kanäle und ziehen sich wie bei al-Ain oder Sheraje auf dem über 2000 Meter hoch gelegenen Saiq-Plateau oft an sehr steilen Hängen entlang.
Das Bewässerungssystem der Afladsch ist bis zu 1500 Jahre alt. Im Allgemeinen wird angenommen, dass diese Technologie von den Persern im 6. Jahrhundert v. Chr. in Oman eingeführt wurde. Allerdings wird auch die Ansicht vertreten, dass die Perser die Afladsch aus Oman übernommen haben, da Siedlungen aus der Zeit von 1000 v. Chr. in der Nähe von Afladsch entdeckt wurden und persische Bewässerungskanäle erst seit dem 6. Jahrhundert v. Chr. bekannt sind.
Die Wasserverteilung erfolgte nach festen Regeln, für die seit dem 9. Jahrhundert schriftliche Belege existieren. Zuerst wurde aus dem Wasserlauf das Trinkwasser entnommen, danach das Wasser durch das Badehaus der Männer bzw. der Frauen und das Haus für die Totenwaschung geleitet. Erst zum Schluss wurde das Wasser auf die Gärten und Felder geleitet.
Verantwortlich für die Wasserversorgung ist der Wakir. Er öffnet und schließt die Afladsch-Kanäle nach einem genau festgelegten System. In al-Ain heißt der Wakir Ali bin Ward (Ali, Sohn der Rosen). Er erklärt: „Das ist seit Jahrhunderten immer das Gleiche: Jeder bekommt, was er braucht. Und kein Tropfen Wasser wird verschwendet. Wir alle in al-Ain leben von dieser Quelle. Aber die Brunnen der neuen Siedlung Qatana, da drüben jenseits des Abgrunds, sie trinken unser Wasser. Schon vertrocknen die ersten Terrassen, weil das Wasser nicht mehr reicht.“
Seit den 1970er Jahren wurde die Wasserversorgung vor allem durch mechanische Pumpen sichergestellt, was zu einem steigenden Verbrauch und zu einem sinkenden Grundwasserspiegel führte. Deshalb erfolgt mittlerweile wieder eine verstärkte Nutzung und Sanierung der Afladsch.

## Bildgalerie

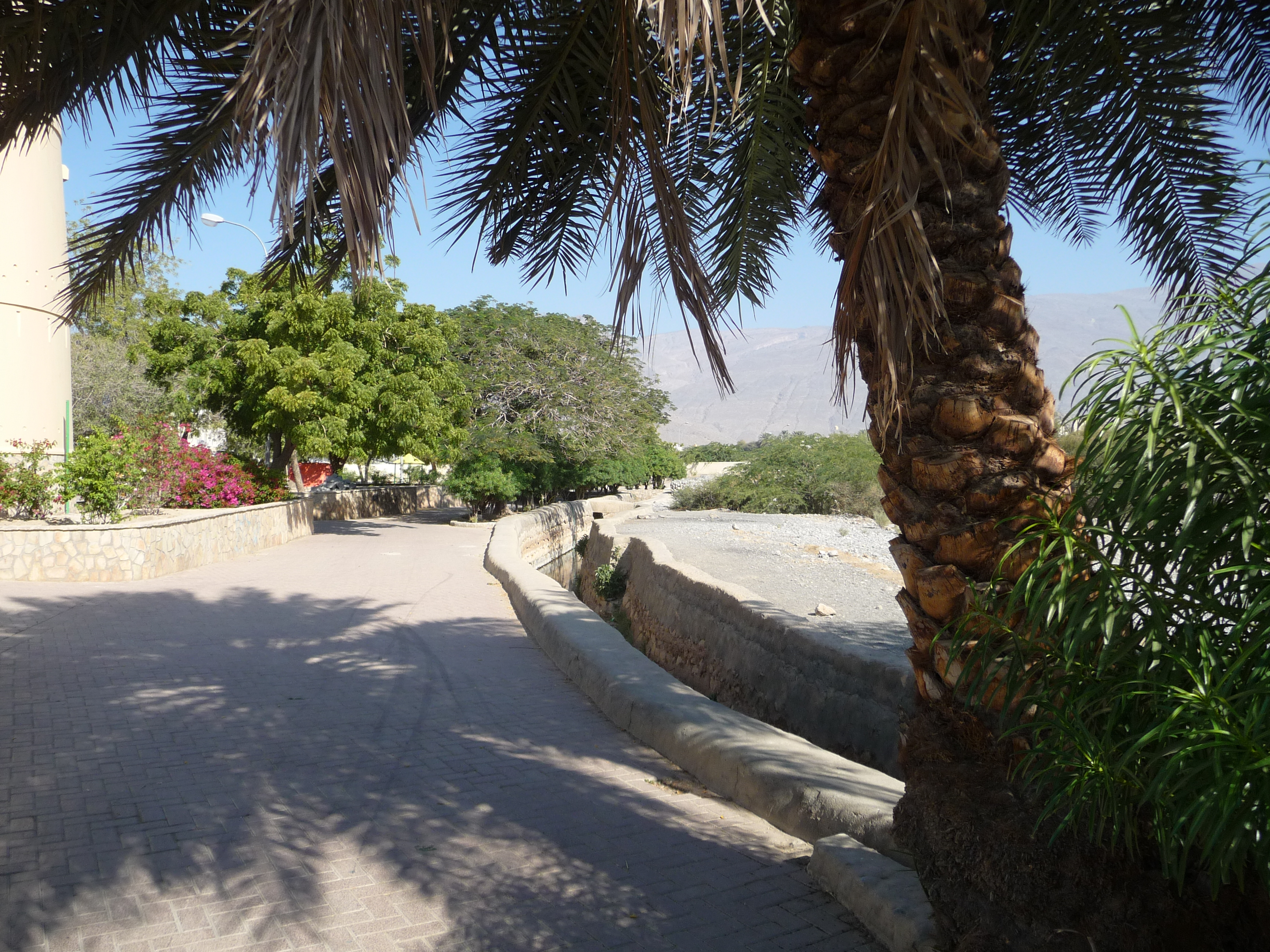
Faladsch Daris bei Nizwa
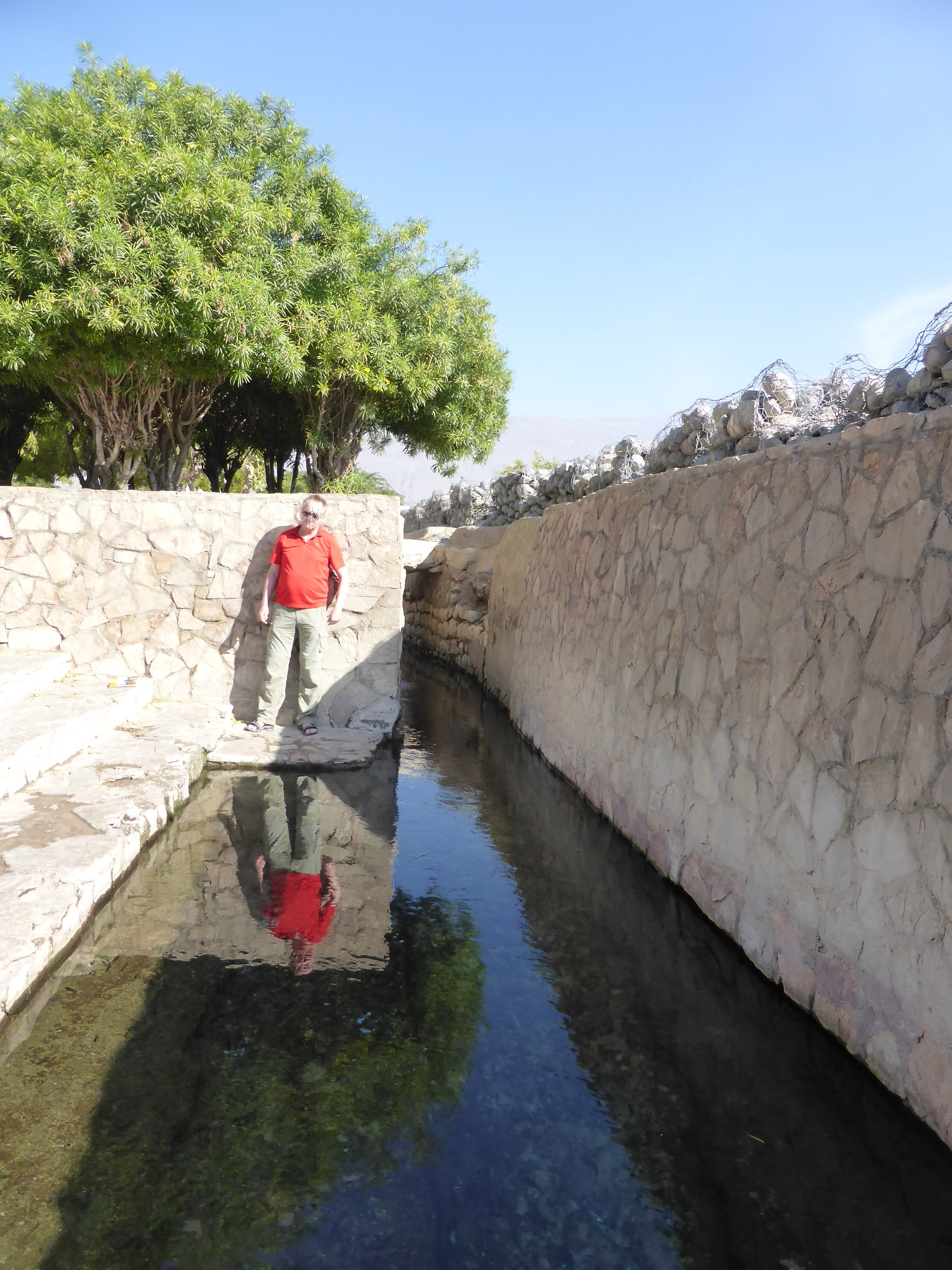
Faladsch Daris bei Nizwa